# Konturen
Konturen war eine Fachzeitschrift zu Sucht und sozialen Fragen. Von 1979 bis 2013 wurde sie als Printversion vom Deutschen Orden herausgegeben. Seit 2015 wird sie gemeinsam vom Deutschen Orden und dem Bundesverband Suchthilfe e. V. (bus.) unter dem Namen  Konturen online als Fachportal im Internet weitergeführt. Seit 2020 gehört auch die Fachklinik Haus Immanuel zu den Herausgebern.
Konturen online verzeichnet rund 700 Besucher am Tag und 600 registrierte Nutzer.

## Themen
Konturen online ist nach eigenen Angaben die erste Online-Zeitschrift zum Thema Suchthilfe für die deutschsprachige Fachöffentlichkeit. Auch das Online-Portal informiert über  Entwicklungen in den Bereichen Suchttherapie, Suchtforschung, Beratung, Prävention, Medizin, Management, Leistungsrecht und Sozialpolitik.
Es erscheinen monatlich neue Fachartikel zu verschiedenen Themen und fortlaufend Kurzmeldungen sowie Buchvorstellungen.